# Ruellia filicalyx
Ruellia filicalyx är en akantusväxtart som beskrevs av Gustav Lindau. Ruellia filicalyx ingår i släktet Ruellia och familjen akantusväxter. Inga underarter finns listade i Catalogue of Life.